# Raoul Couvert
Raoul Robert Couvert (1903 – 1983) byl francouzský reprezentační hokejový obránce.
V roce 1924 a 1928 byl členem Francouzského hokejové týmu, který skončil 2x šestý na zimních olympijských hrách.